# Bayons
Bayons – miejscowość i gmina we Francji, w regionie Prowansja-Alpy-Lazurowe Wybrzeże, w departamencie Alpy Górnej Prowansji.

## Demografia
Według danych na rok 1990 gminę zamieszkiwały 194 osoby, a gęstość zaludnienia wynosiła 2 osoby/km². W styczniu 2015 r. Bayons zamieszkiwało 238 osób, przy gęstości zaludnienia wynoszącej 1,9 osób/km².